# Bezměrov
Bezměrov (deutsch Besmierau, früher Bezmirau) ist eine Gemeinde in Tschechien. Sie liegt sechs Kilometer nordwestlich von Kroměříž und gehört zum Okres Kroměříž.

## Geographie
Bezměrov befindet sich am rechten Ufer der Haná an der Einmündung der Močidla in der Obermährischen Senke (Hornomoravský úval). Am nordöstlichen Ortsrand überbrückt die Bahnstrecke von Kojetín nach Kroměříž die Haná, die Bahnstation Bezměrov liegt auf der gegenüberliegenden Flussseite. Anderthalb Kilometer südlich des Ortes verläuft die Autobahn D 1, die Abfahrt 253 Kojetín befindet sich südwestlich von Bezměrov. Zwei Kilometer östlich mündet die Haná in die March.
Nachbarorte sind Včelín, Záříčí und Chropyně im Norden, Hrad und Plešovec im Nordosten, Skaštice und Hulín im Osten, Horní Zahrady, Postoupky und Hradisko im Südosten, Měrůtky, Zlobice und Bojanovice im Süden, Kovalovice und Vitčice im Südwesten, Popůvky im Westen sowie Kojetín im Nordwesten. 

## Geschichte
Das Dorf entstand an einem alten Handelsweg durch Mähren und war dem Gau Pustimir untertänig. Wegen der weiten Entfernung zur Gauburg wurde oberhalb von Hradisko eine kleine Schutzburg angelegt. Die erste schriftliche Erwähnung von Bezmirow erfolgte 1078 in der Gründungsurkunde des Benediktinerklosters St. Stephan  bei Olmütz. Das Dorf gehörte neben weiteren Dörfern zur Schenkung der Herzogin Ofka und ihres Mannes Otto dem Schönen an den Orden. 1160 bestätigte König Vladislav II. dem Kloster die Schenkung von Bezmirov und anderen Ortschaften. Im Jahre 1280 wurde der Ort als Bezmirow und 1405 als Bezmyrow bezeichnet. Hinter dem aus zwei Häuserreihen bestehenden Dorf befand sich seit dem 15. Jahrhundert ein Badehaus, das von den Bewohnern in den Wintermonaten zum Dampfbaden diente. Nach der Zerstörung des Klosters durch die Hussiten im Jahre 1432 wurden die Dörfer Bezmyrow und Hradisko in der Mitte des 15. Jahrhunderts verpfändet. 1454 bewilligte König Ladislaus Postumus den Wiederaufbau des erloschenen Klosters. Die verpfändeten Dörfer Bezmirowsstij und Hradisko einzulösen, waren die Prämonstratenser erst 1522 in der Lage. 1537 vereinigte der Hradischer Abt Hradisko mit Bezměrov zu einer Gemeinde, die das Kloster im Jahre 1617 schließlich an das Bistum Olmütz verkaufte. Zu dieser Zeit war das Dorf auf 43 Häuser angewachsen und um das Bad waren Chaluppen errichtet worden. Während des Dreißigjährigen Krieges plünderten die Schweden 1643 den Hof Bezměrov und brannten ihn zusammen mit dem größten Teil des Dorfes nieder. Im Jahre 1644 bestand der Ort aus 37 Anwesen. In dem damals von mehreren seichten Flussarmen gebildeten Bett der Haná befand sich eine Biberkolonie, die 1680 erstmals als Teufelsloch erwähnt wurde. 1698 wurde Hradisko wieder von Bezměrov abgetrennt. Ab 1718 wurde das Dorf als Bezmierow bezeichnet. Im Österreichischen Erbfolgekrieg brannten preußische Truppen das ganze Dorf nieder. Im Jahre 1790 bestand der Ort aus 77 Häusern und hatte 541 Einwohner. Nach der Schlacht bei Austerlitz besetzten Napoleonische Truppen den Ort und erpressten ihre Verpflegung mit Brandschatzung. Im Jahre 1834 lebten in den 87 Häusern von Bezměrov 652 Personen. Bis zur Mitte des 19. Jahrhunderts blieb das Dorf immer der bischöflichen Herrschaft Kremsier untertänig.
Nach der Aufhebung der Patrimonialherrschaften bildete Bezmierow ab 1850 eine Gemeinde in der Bezirkshauptmannschaft Kremsier. Der heutige Ortsname Bezměrov findet seit 1872 Verwendung. Im Jahre 1880 bestand das Dorf aus 110 Häusern und hatte 655 Einwohner. Zehn Jahre später lebten in Bezměrov 675 Personen. Seit 2008 führt die Gemeinde ein Wappen und Banner. Heute besteht Bezměrov aus 217 Häusern, von denen 170 bewohnt sind. Im Dorf gibt es eine Grundschule, einen Kindergarten und ein Kulturhaus. Ethnographisch gehört das Dorf zur Hanna. 

## Gemeindegliederung
Für die Gemeinde Bezměrov sind keine Ortsteile ausgewiesen.  

## Sehenswürdigkeiten
- Gemauerter Glockenturm auf dem Dorfanger, erbaut 1869